# Filarszky Nándor
Filarszky Nándor, Filarszky Nándor János (Késmárk, 1858. október 18. – Budapest, 1941. június 23.) botanikus, muzeológus. Botanikai szakmunkákban nevének rövidítése: „Fil.”. Életműve elsősorban a moszatok kutatása (algológia), morfológiai és rendszertani vizsgálata kapcsán kimagasló jelentőségű. 1917-től a Magyar Tudományos Akadémia tagja.

## Élete
Filarszky János Kázmér és Krausz Amália fiaként született. Felsőfokú tanulmányait a Budapesti Tudományegyetemen végezte, tanári oklevelét 1883-ban, bölcsészdoktori diplomáját 1884-ben vette át. 1885-től az egyetem növénytani tanszékén Jurányi Lajos tansegédjeként működött. 1896-ban algológiából és növényalaktanból (fitomorfológia) magántanári képesítést szerzett, s ettől az évtől Jurányi haláláig (1897) annak helyettese volt. 1897-től az Eötvös Kollégiumban is oktatott. 1899-től a Magyar Nemzeti Múzeum növénytárának vezetője, 1901-től igazgatóőre, majd a Tanácsköztársaság után, 1919-től 1929-ig igazgatója volt. 1922-ben a budapesti egyetem címzetes rendkívüli tanárává nevezték ki. Halálát agyvérzés okozta. Felesége Kövi Ilona Matild volt.

## Munkássága
Elsősorban az algák – s különös hangsúllyal a csillárkák (Charophyta) – rendszertanával, morfológiájával és sejttanával foglalkozott, de általános növényrendszertani és -alaktani kutatásai is jelentősek. A szeparációs sejtmagosztódásról, és annak a növények törzsfejlődésében játszott szerepéről alkotott elméletét kortársai idegenkedve fogadták, de az utókor sem igazolta helytállóságát. Általános növényrendszertani munkái és világszínvonalú csillárkamoszat-monográfiája kéziratban maradt, de 1911-ben kiadott növényalaktana máig a legalaposabb ilyen jellegű magyar növénytani összefoglalás.
Három évtizeden át volt a később a Magyar Természettudományi Múzeumhoz került növénytár vezetője, s nevéhez fűződik annak fejlesztése és szakszerű, átfogó rendezése. Filarszky tette meg az első lépéseket a növénytár gyűjteményekre való tagolása felé a Flora Hungarica (ma Herbarium Carpato-Pannonicum)-, a fatörzs-, a zuzmó- és a gombagyűjtemény kialakításával, valamint a Flora Hungarica exsiccatagyűjtemény létrehozásával.
Tudományos eredményei elismeréseként 1917-ben a Magyar Tudományos Akadémia levelező, 1932-ben rendes, 1940-ben pedig tiszteleti tagjává választották.

## Főbb művei
- Adatok a Cleomeae rendszertani állása, szövettani szerkezete és fejlődéséhez, Budapest, 1884.
- A Charafélékről, Budapest, 1893.
- Növénymorphológia, Budapest, 1911.
- A szeparációs sejtmagosztódás elmélete és szerepe a növények fejlődésében és rendszerezésében, Budapest, 1920.
- A Charafélék monográfiájának kísérlete, in: Matematikai és Természettudományi Közlemények, 1941.